# Toni Ulmen
Anton Ulmen, detto Toni (Düsseldorf, 25 gennaio 1906 – Düsseldorf, 4 novembre 1976), è stato un pilota automobilistico tedesco.
Ha partecipato al Gran Premio di Svizzera e al Gran Premio di Germania nel 1952, senza ottenere punti validi per il campionato.

## Risultati in Formula 1
| 1952 | Scuderia       | Vettura        |     |  |  |  |  |   |  |  | Punti | Pos. |
| ---- | -------------- | -------------- | --- |  |  |  |  | - |  |  | ----- | ---- |
| 1952 | Pilota privato | Veritas Meteor | Rit |  |  |  |  | 8 |  |  | 0     |      |

| Legenda | 1º posto     | 2º posto | 3º posto    | A punti         | Senza punti/Non class.  | Grassetto – Pole position Corsivo – Giro più veloce |
| Legenda | Squalificato | Ritirato | Non partito | Non qualificato | Solo prove/Terzo pilota | Grassetto – Pole position Corsivo – Giro più veloce |